# CASP
蛋白质结构预测技术的关键测试（Critical Assessment of protein Structure Prediction，CASP）是自1994年以来每两年进行一次的全球范围内的蛋白质结构预测竞赛，目的是更好预测和破解蛋白质三维结构。CASP为參賽者提供了一个测试其研發的蛋白质结构预测方法的机会。